# أوباري
أوباري مدينة في وادي الحياة (وادي الآجال سابقا) جنوبي ليبيا.

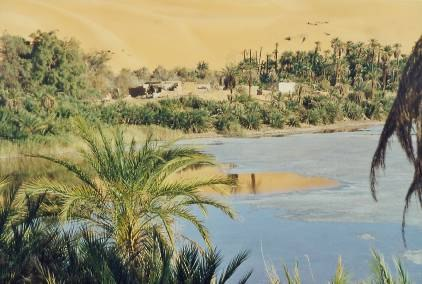
واحة

## السكان
يمتاز وادي الحياة بالتنوع السكاني والانسجام الكبير ويعدّ من أكثر الأودية الواقعة في جنوب سبها اكتظاظا بالسكان. أغلب سكانها من العرب والطوارق والتبو .

## التاريخ
حضارة الجرمنت ما زالت توجد آثارها في مدينة جرمة الأثرية. كما يوجد بها العديد من المعالم والمقابر والأهرامات الأثرية مثل أهرامات الحطية والخرائق وقصر لاركو وغيرها.

## السياحة
جمال طبيعتها جعلها وجهة للسياح حيث تمتاز بالسياحة الصحراوية لاشتمالها على البحيرات المالحة أهمها بحيرة قبرعون المحاطة بتلال من الرمال العالية وبحيرة أم الماء وبحيرة أم الحصان والطرونة ومندرة منها قد جفَّ منها المياه ومنها توجد بها المياه. وأبرز المداخل إلى هذة البحيرات تشمل القرى التالية: تكركيبة وتويوة القرقيبة وبنت بية - إلى جانب جمال سلسلة جبالها وطيبة أهلها.

## الاقتصاد والزراعة
يقع فيه أربعة مشاريع زراعية ضخمة لإنتاج الحبوب تستخدم نظام الري الدائري.
قامت الدولة بتوزيع المشاريع الاستيطانية على المواطنين، والتي تعدّ مزارع نموذجية ساهمت في تطور النشاط الزراعي، وكذلك النشاط التجاري متطور.

## التقسيم الإداري
ينقسم محافظة وادي الآجال (وادي الحياة) سابقا إلى ثلاث بلديات ترتيبها من الغرب إلى الشرق كالتالي:
أولا/ بلدية أوباري : تقع في غرب وادي الآجال، ومركزها الإداري مدينة أوباري، وتعتبر أكبر بلديات وادي الآجال من حيث السكان والمساحة.
ثانيا /بلدية الغريفة.
ثالثا/ بلدية بنت بيه.
تتبع مدينة أوباري وأيضا توجد مدينة الغريفة التي تتوسط محافظة وادي الحياة وتعدّان من أهم وأكبر المدن في المحافظة كثافة سكانية حيث تعدّ أوباري عاصمة المحافظة التجارية كما أنها تملك نفوذ كبير من حيث الشخصيات المهمة من أبنائها وتعدّ حلقة الوصل بين محافظة وادي الحياة والحكومة الليبية، وتقع في نهاية المحافظة غربا .

## المناخ الثقافي
يوجد بأوباري كلية الآداب والعلوم التابعة لجامعة سبها تمنح درجة البكالوريس والماجستير.
وكلية إعداد المعلمين بالغريفة والتابعة لجامعة سبها.

## الموانئ والمطارات
- مطار أوباري المدني حديث الإنشاء، لكنه ليس دوليا. ويلعب دورا هاما جدا في مجالي النفط والسياحة الخاصة.